# Тепловози (книга)
Тепловози (рос. Тепловозы) — книга залізничника, де викладено найкраще наукове досягнення XX століття на залізничному транспорті, винахід тепловоза, як підсумок досягнень металургів, машинобудування, автоматики та електроніки. Що замінило працю паровозного машиніста, підвищило продуктивність праці на залізничному транспорті. Надана історія створення та розвитку тепловозу з сучасними локомотивами, оповідано про тепловозну автоматику та про ефективність тяги тепловозу. Є унікальним виданням часів СРСР (до складу якого входила Україна). Аналогів серед україномовних видань не було внаслідок панування російської мови в технічній літературі.
Десятиліттями незмінні автори з незмінною назвою книгу перевидавали з приписами «основні процеси» (рос. основные процессы), «підсумки і перспективи» (рос. итоги и перспективы) тощо.